# Charles Devens
Charles Devens, né le 4 avril 1820 à Boston (Massachusetts) et mort le 7 janvier 1891 au même endroit, est un homme politique et magistrat américain. Membre du Parti whig puis du Parti républicain, il est procureur général des États-Unis entre 1877 et 1881 dans l'administration du président Rutherford B. Hayes et juge associé à la Cour suprême du Massachusetts entre 1873 et 1877 puis entre 1881 et 1891.

## Biographie
Diplômé de l'université Harvard en 1838, il étudie par la suite le droit qu'il exerce de 1841 à 1849. Il est également de 1848 à 1849, membre du Sénat du Massachusetts avant de devenir entre 1849 et 1853 United States marshal pour le district du Massachusetts. En 1854, il retourne pratiquer le droit à Worcester.
Charles Devens, qui avait commencé la guerre de Sécession au grade de commandant, s'est illustré au cours de nombreuses batailles. Il est ainsi blessé à la bataille de Ball's Bluff, quatre mois après avoir été élevé au grade de colonel, puis en 1862 à la bataille de Seven Pines où, promu brigadier général, il commande une brigade de volontaires. Il participe aussi à la bataille de Fredericksburg.
Alors qu'il commande la première division du XIe corps, commandé par le major-général Howard, de l'armée du Potomac, il est une nouvelle fois blessé au pied.
Il participe à la bataille de Cold Harbor et au siège de Petersburg. En 1866, peu de temps après la fin de la guerre, le président Andrew Johnson l'élève au grade honoraire de Brevet Major General pour son action dans la campagne de Richmond.
La même année, en 1866, il reprend la pratique du droit. Un an plus tard, il est nommé, dans un premier temps, juge au Massachusetts Superior Court (en), puis il quitte cette fonction en 1873 afin d'être nommé juge à la Cour suprême du Massachusetts. En 1877, il intègre l'administration Hayes au poste de procureur général des États-Unis, une fonction qu'il conservera durant toute la présidence de Rutherford Birchard Hayes. Il redevient juge à la Cour suprême du Massachusetts en 1881 et meurt le 7 janvier 1891 à Boston, en étant toujours en poste.